# Incontri internazionali di rugby a 15 di metà anno 1986
A metà anno è tradizione che le selezioni di "rugby a 15", europee in particolare, ma non solo, si rechino fuori dall'Europa o nell'emisfero sud per alcuni test. Si disputano però anche molti incontri tra nazionali dello stesso emisfero Sud.

## Scozia in Romania
Per la prima volta una nazionale britannica si reca in Romania. Il 19 marzo, gli scozzesi si impongo per 33-18.
| Bucarest 29 marzo 1986 | Romania | 18 – 33 | Scozia |  |

- Figi in Australia, Nuova Zelanda e Tonga: due tour ravvicinati per i Figiani che vengono travolti da Wellington e New South Wales Waharatas e pure sconfitti da Tonga nell'unico test match.

| Nuku A'lofa 20 luglio 1986 | Tonga | 16 – 3 | Figi |  |

Scozia in Francia e Spagna: una Scozia sperimentale si reca a fine stagione in Spagna e Francia. Vittoria facile con la Spagna , pareggio con un XV francese e sconfitta con i French Barbarians (19-32), sono il bilancio di questo tour.
| Cornella 1º maggio 1986 | Spagna | 17 – 39 | Scozia XV |  |

| Tarbes 7 maggio 1986 | Francia XV | 16 – 16 | Scozia XV |  |

| Agen 10 maggio 1986 | French Barbarians | 32 – 19 | Scozia XV |  |

New Zealand Cavaliers In Sud Africa: La selezione di dei New Zealand Cavaliers, nasce e muore nel 1986. Si tratta di una formazione "pirata" creata per una tournée non autorizzata. Nel 1985 la NZ Rugby Union aveva dovuto, per decisione del governo laburista, rinunciare al programmato tour in Sudafrica. Alcuni organizzatori sudafricani, apparentemente estranei alla federazione locale, propongono ad alcuni giocatori neozelandesi di costituire un team di "turisti" per giocare alcune partite. Allenatore della squadra Colin Meads, manager Ian Kirkpatrick e capitano Andy Dalton. Saranno sconfitti in 3 match su 4 nei test contro gli Springboks.
| Città del Capo 10 maggio 1986 | Sudafrica | 21 – 15 | NZ Cavaliers |  |

| Durban 17 maggio 1986 | Sudafrica | 18 – 19 | NZ Cavaliers | (King's Park) |

| Pretoria 24 maggio 1986 | Sudafrica | 33 – 18 | NZ Cavaliers |  |

| Johannesburg 31 maggio 1986 | Sudafrica | 24 – 10 | NZ Cavaliers | (Ellis park) |

Francia in Argentina, Australia e Nuova Zelanda: 4 test match e una sola vittoria contro i Pumas per i "blue" francesi.
| Buenos Aires 31 maggio 1986 | Argentina | 15 – 13 | Francia | J.Amalfitani |

| Buenos Aires 7 giugno 1986 | Argentina | 9 – 22 | Francia | J.Amalfitani |

| Sydney 21 giugno 1986 | Australia | 27 – 14 | Francia | Cricket Ground |

| Christchurch 28 giugno 1986 | Nuova Zelanda | 18 – 9 | Francia |  |

- Per preparare la Coppa del Mondo di rugby 1987 la nazionale gallese si reca nel 1986 in tour nel sud del Pacifico. Coglierà tre successi contro Tonga, Samoa e Figi.

| Suva 31 maggio 1986 | Figi | 15 – 22 | Galles |  |

| Nuku'alofa 12 giugno 1986 | Tonga | 7 – 15 | Galles |  |

| Apia 14 giugno 1986 | Samoa | 14 – 32 | Galles |  |

- Giappone  in Nord America: conquista conquistan un pareggio negli USA e una vittoria di prestigio con il Canada

| Torrance 31 maggio 1986 | Stati Uniti | 9 – 9 | Giappone |  |

| Burnaby 7 giugno 1986 | Canada | 21 – 26 | Giappone |  |

- Unione Sovietica : una vittoria e una sconfitta per i sovietici in Africa.

| [[Bulawayo]] Agosto 1986 | Zimbabwe | 26 – 10 | Unione Sovietica |  |

| [[Harare]] Agosto 1986 | Zimbabwe | 9 – 31 | Unione Sovietica |  |

- Argentina in Australia: i Pumas non riescono a ripetere il successo di alcuni anni prima in terra Australiana. Due le sconfitte nei test match

| Rockhanpton luglio 1986 | Queensland Country | 6 – 41 | Argentina XV |  |

| Brisbane 6 luglio 1986 | Australia | 39 – 19 | Argentina | (Ballymore Stadium) |

| Sydney 12 luglio 1986 | Australia | 26 – 0 | Argentina | (Cricket ground) |

- Llanelli RFC alle Isole Figi: una selezione del club gallese visita le isole polinesiane in un tour preparatorio per la stagione successiva.

| 13 agosto 1986 | Fiji Emerging XV | 6 – 16 | Llanelli RFC |  |

| Suva 16 agosto 1986 | Figi XV | 16 – 12 | Llanelli RFC |  |

- L'Australia si reca in Nuova Zelanda per un Tour il cui obiettivo, raggiunto sarà la conquista della Bledisloe Cup. Un successo (2 vittorie a 1) che illuderà i Wallabies: l'anno successivo gli All Blacks domineranno la Coppa del mondo. Da tener presente che gli All Blacks mancavano dei giocatori squalificati dopo il tour dei "Cavaliers".

| Wellington 9 agosto 1986 | Nuova Zelanda | 12 – 13 | Australia | (Athletic Ground) |

| Dunedin 23 agosto 1986 | Nuova Zelanda | 13 – 12 | Australia | (Carisbrook) |

| Auckland 6 settembre 1986 | Nuova Zelanda | 9 – 22 | Australia | (Eden Park) |

### Altri Test
- Full International Match:

| 2 aprile 1986 | Cecoslovacchia | 25 – 0 | Polonia |  |

| Losanna 6 aprile 1986 | Svizzera | 10 – 28 | Paesi Bassi |  |

| Suva 20 luglio 1986 | Figi | 16 – 3 | Tonga |  |